# 林莉 (游泳運動員)
林莉（1970年5月4日—），江苏南通人，中国前女子游泳运动员，中国泳坛九十年代“五朵金花”辉煌时代成员之一。

## 生平
1991年1月7日在澳大利亚佩斯举行的第六届世界游泳锦标赛上，为中国在游泳项目上取得了第一个世界冠军——女子400米混合泳金牌。她在这届比赛中还获得200米混合泳的金牌。她为中国游泳运动奠定了一个金色的里程碑，从此名扬海外。
1992年，参加巴塞罗那奥运会200米混合泳，以2分11.65秒的成绩获得冠军，成为第一个在奥运会上打破世界纪录的中国选手。林莉还获得了400米混合泳、女子200米蛙泳的两面银牌，
1996年，当时已经26岁的林莉再次出现在亚特兰大奥运会赛场上，并夺得了女子200米个人混合泳的铜牌。林莉也同时创下了当时中国游泳队中惟一连续参加三届奥运会的游泳选手纪录。 
1997年底林莉退役，2002年与美国硅谷波音公司的气象科学博士冯九华相爱并结婚。如今在美国加州圣何西游泳俱乐部执教。
林莉是2008年夏季奧林匹克運動會聖火傳遞的火炬手之一。